# タイトル未定
タイトル未定（タイトルみてい）は、2020年4月に結成された北海道札幌市を拠点に活動する日本の5人組女性アイドルグループ。所属事務所はTSUIMA Inc.。

## 概説
グループ名の「タイトル未定」の由来は「まだ定まっていない、足りない、未完成である ということを表現している。20歳前後の将来に対しての、何者にならなくてはいけないという不安になる気持ちの葛藤。また何者にでもなれるという希望を込めてこのグループ名をつけました」としている。
2020年4月11日「何者かになろうとしなくていい。 何者でもない今を大切に。」をコンセプトに始動。同年4月16日メンバーを見上佳奈、七瀬のぞみ、冨樫優花、阿部葉菜の4名で活動することを発表するも新型コロナウイルスの影響によりYouTubeにてデビューする事となる。同年5月16日デビューライブ「タイトル未定 ネットデビューライブ」を開催する。同年7月18日には有観客によるデビューライブ「薄明光線」を開催した。
2021年2月11日「タイトル未定 新体制Début Live」を開催し、谷乃愛が加入した。同年12月12日、見上佳奈が脱退。
2022年4月28日、定期公演の2部で川本空が加入。同年5月1日から2nd全国ツアー「前人未踏」を名古屋、東京、大阪、札幌の4都市で開催し、同時にAcoustic Tour「mitei music」を名古屋、福岡、東京、沖縄、仙台、京都、札幌の7都市で開催した。
同年8月5日に開催された「TOKYO IDOL FESTIVAL 2022 メインステージ争奪LIVE決勝戦」では優勝し、同年8月7日に「TOKYO IDOL FESTIVAL 2022 メインステージ争奪LIVE WINNERステージ」でメインステージであるHOT STAGEに初めて立った。同年8月13日、七瀬のぞみが卒業。
2024年5月20日、ワンマンライブ東京「TETRAPOD」を開催し、川本空が卒業。
2024年12月1日、多田萌加、山下彩耶の加入を発表。

## 略歴

### 2020年
- 4月16日、見上佳奈、七瀬のぞみ、冨樫優花、阿部葉菜の4名で活動することを発表[3]。
- 5月16日、新型コロナウイルスの影響によりYouTubeにて「タイトル未定 ネットデビューライブ」を開催[5]。
- 6月21日、YouTubeにて「タイトル未定 ネットライブ」を開催[5]。
- 7月18日、北海道・cube gardenにて観客動員デビューライブ「薄明光線」を開催[5][7][8]。
- 9月19日、ワンマンライブ「青とオレンジ」開催[8][24][25]。
- 10月1日、東京遠征、4日間で6公演（2部制含む）を行う[8][26]。
- 12月30日、谷乃愛の加入を発表[9][10]。

### 2021年
- 1月9日、ワンマンライブ「アシタノ、ジブン」開催[9][27]。
- 1月31日、タイトル未定 Tokyo 1st Acoustic Live「mitei music」開催[9][27]。
- 2月11日、谷乃愛が加入。「タイトル未定 新体制Début Live」開催[9][10][11]。
- 4月16日、Official Site 開設[28][29]。
- 5月15日、1st全国ツアー「青春群像」を3都市で開催[30]。
- 12月12日、見上佳奈が脱退[12]。

### 2022年
- 4月2日、七瀬のぞみが8月13日の卒業ライブをもっての卒業および4月4日より活動休止することを発表[19]。
- 4月9日、川本空の加入を発表[13]。
- 4月28日、川本空が加入。定期公演2部でデビュー[14]。
- 5月1日から約3ヶ月間に渡り、2nd全国ツアー「前人未踏」を4都市で[15]、Acoustic Tour「mitei music」を7都市で開催[16]。
- 8月5日、TOKYO IDOL FESTIVAL 2022 メインステージ争奪LIVE、優勝[18]。
- 8月13日、七瀬のぞみが卒業[20]。

### 2023年
- 2月15日、タイトル未定×fishbowl スプリットシングル「六花/風花」をリリース[31]。
- 2月18日、北海道・Zepp Sapporoにてワンマンライブ「汽笛」を開催[32]。
- 3月20日、東京・LIQUIDROOMにてワンマンライブ 「音色」をバンド編成で開催[33]。
- 4月18日、全国流通シングル「花」「栞」を2作同時リリース[33]。
- 7月21日、NHK北海道「北海道道 アイドルに青春かけて」にて密着映像や公開収録でのスタジオパフォーマンスの様子が放送された[34]。8月1日に拡大版が放送[35][36]。
- 9月3日、野外フェス「A Villa music festival HOKKAIDO 2023」を開催。[37]
- 9月5日、北海道・Zepp Sapporoにてワンマンライブ「浸る大地」を開催[38]。同日、全国流通アルバム「青春群像 (2023 ver.)」をリリース[39]。
- 10月14日よりHBCラジオにて冠番組「タイトル未定の土曜の予定は未定」が放送開始[40]。

### 2024年
- 2月4日、北海道・Zepp Sapporoにてワンマンライブ「SPOTLIGHT」を開催[41]。
- 3月3日、2ndシングル「群青」をリリース[42]。
- 4月4日、川本空が5月20日のワンマンライブをもって卒業することを発表[43][44]。
- 4月7日よりHBCラジオにて冠番組「タイトル未定の日曜の予定は未定」が放送開始[45]。
- 5月5日、北海道・道新ホールにてワンマンライブ「STAY BLUE　川本空 卒業公演」を開催[46]。
- 5月6日、所属事務所である株式会社TSUIMAがJリーグ・北海道コンサドーレ札幌とクラブパートナー契約をしたことが発表された[47]。同日、阿部葉菜がHTB「おにぎりあたためますか」のナレーターに就任することが発表された[48][49]。
- 5月20日、東京・Zepp DiverCity (TOKYO)にてワンマンライブ「TETRAPOD」を開催。同公演をもって川本空が卒業[21][22]。
- 8月31～9月1日、野外フェス「A Villa music festival HOKKAIDO 2024」を開催[50]。
- 11月20日、「TIF×FNS歌謡祭 コラボ企画」での優勝により、フジテレビ系「FNS歌謡祭 第2夜」への出演が決定[51]。
- 12月1日、多田萌加、山下彩耶の加入を発表[52][53]。
- 12月11日、フジテレビ系「FNS歌謡祭 第2夜」に出演[51][54]。

### 2025年
- 1月25日、北海道・Zepp Sapporoにて新体制デビューワンマンライブを開催[52]。
- 3月21日、横浜・1000 CLUBにてワンマンライブ「port」を開催。
- 5月3日よりHBCテレビにて冠番組「タイトル未定のパキラっしゅ★」が放送開始。
- 7月31日、阿部葉菜が、「身体の一部が突発的に麻痺してしまう症状」を発症したため、8月1日から3日まで行われる「TOKYO IDOL FESTIVAL 2025」への出演を断念し、残りの4人での出演となることを発表した[55]。

## メンバー
| 氏名      | よみ          | 誕生日   | 血液型 | 身長  | 出身           | 備考 |
| --------- | ------------- | -------- | ------ | ----- | -------------- | --- |
| 冨樫 優花 | とがし ゆうか | 3月5日   | B型    | 163cm | 北海道旭川市   | オリジナルメンバー。 クリエイターユニットotsumamiのフィーチャリングボーカルmikanとしても活動。 趣味：歌を歌う、映画鑑賞、読書 特技：歌 休みの日の過ごし方：部屋の掃除                                            |
| 阿部 葉菜 | あべ はな     | 1月27日  | O型    | 152cm | 埼玉県         | オリジナルメンバー。 幼稚園教員免許を持っている。 HTB『おにぎりあたためますか』ナレーター。 趣味：絵を描くこと 特技：商品のPR、すぐ人と仲良くなれる 休みの日の過ごし方：目的の無い旅、家のインテリアを考えること |
| 谷 乃愛   | たに のあ     | 12月30日 | O型    | 156cm | 北海道         | 2021年2月11日加入。 ミルクス本物に所属していた。 趣味：音楽鑑賞、ヒップホップダンス 特技：歌、ダンス 休みの日の過ごし方:映画鑑賞、ショッピング                                                                   |
| 多田 萌加 | ただ もえか   | 4月18日  | A型    | 158cm | 北海道網走市   | 2024年12月1日加入。 SNOWCRYSTALに所属していた。 趣味：スポーツ観戦、ドラム 特技：ホルン 休みの日の過ごし方：ドライブ、旅行、カフェ巡り、ドラマ映画鑑賞                                                           |
| 山下 彩耶 | やました さや | 12月7日  | 0型    | 162cm | 北海道妹背牛町 | 2024年12月1日加入。 夢みるアドレセンスに加入していた。北海道妹背牛町応援大使。 趣味：スポーツ観戦、料理、セルフネイル、アニメ 特技：バドミントン、スキー 休みの日の過ごし方：お買い物、お料理                    |

### 元メンバー
| 氏名        | 誕生日   | 備考                                       |
| ----------- | -------- | ------------------------------------------ |
| 見上 佳奈   | 6月23日  | オリジナルメンバー。2021年12月12日脱退。   |
| 七瀬 のぞみ | 4月20日  | オリジナルメンバー。2022年8月13日卒業。    |
| 川本 空     | 12月18日 | 2022年4月加入メンバー。2024年5月20日卒業。 |

## 作品
順位はオリコン・ウィークリーランキング最高順位

### 楽曲リスト
| #  | タイトル         | 作詞                       | 作曲               | 編曲                         | 備考 |
| -- | ---------------- | -------------------------- | ------------------ | ---------------------------- | --- |
| 1  | 踏切             | リリィ、さよなら。         | 青葉紘季・大山聖福 | 青葉紘季・大山聖福           | |
| 2  | いつか           | リリィ、さよなら。         | リリィ、さよなら。 | かずぼーい                   | |
| 3  | 主題歌           | リリィ、さよなら。         | リリィ、さよなら。 | 青葉紘季・大山聖福           | |
| 4  | 薄明光線         | 松井広大・青葉紘季         | 青葉紘季・大山聖福 | 青葉紘季・大山聖福           | |
| 5  | ガンバレワタシ   | リリィ、さよなら。         | 浅田大貴           | 浅田大貴                     | |
| 6  | 鼓動             | 松井広大                   | 江畑兵衛(TRIPLANE) | 江畑兵衛(TRIPLANE)           | |
| 7  | 綺麗事           | 中原徹也                   | 青葉紘季・大山聖福 | 青葉紘季・大山聖福           | |
| ８ | タイミング       | 阿部葉菜                   | DJ金魚・いづこの子 | 青葉紘季・大山聖福           | 阿部葉菜のソロ曲 |
| ９ | 溺れる           | 青葉祐五・青葉紘季         | 青葉紘季・大山聖福 | 青葉紘季・大山聖福           | |
| 10 | 道標             | 中原徹也                   | 江畑兵衛(TRIPLANE) | 江畑兵衛(TRIPLANE)           | スマートフォン向けゲームアプリ「Run For Money ～逃走ごっこ～」BGM                                                          |
| 11 | 青春群像         | リリィ、さよなら。         | リリィ、さよなら。 | 大山聖福                     | |
| 12 | 夏のオレンジ     | Keigo Nozaka               | Keigo Nozaka       | Keigo Nozaka                 | |
| 13 | にたものどうし   | リリィ、さよなら。         | リリィ、さよなら。 | リリィ、さよなら。           | |
| 14 | 灯火             | 上鈴木タカヒロ・上鈴木伯周 | 青葉紘季・大山聖福 | 青葉紘季・大山聖福           | |
| 15 | 黎明             | 江畑兵衛(TRIPLANE)         | 江畑兵衛(TRIPLANE) | 江畑兵衛(TRIPLANE)           | |
| 16 | 蜃気楼           | リリィ、さよなら。         | リリィ、さよなら。 | 大山聖福                     | |
| 17 | 六花             | ヤマモトショウ             | ヤマモトショウ     | ヤマモトショウ               | |
| 18 | 僕ら             | Keigo Nozaka               | Keigo Nozaka       | 石原剛志(BIG ISLAND RECORDS) | |
| 19 | 最適解           | 松井広大・青葉紘季         | 青葉紘季・大山聖福 | 青葉紘季・大山聖福           | |
| 20 | 未完成のパレード | 江畑兵衛(TRIPLANE)         | 江畑兵衛(TRIPLANE) | 江畑兵衛(TRIPLANE)           | |
| 21 | ないしょのはなし | リリィ、さよなら。         | リリィ、さよなら。 | リリィ、さよなら。           | |
| 22 | 花               | karasu                     | 青葉紘季・大山聖福 | 青葉紘季・大山聖福           | 日本テレビ系「バズリズム02」2023年4月度オープニングテーマ                                                                  |
| 23 | 栞               | 山崎あおい                 | 山崎あおい         | 鶴﨑輝一                     | テレビ東京「超音波」2023年4月度オープニングテーマ                                                                          |
| 24 | 夏が来れば       | 石原玄清                   | 石原玄清           | 青葉紘季・大山聖福           | |
| 25 | 水流             | 青葉紘季                   | 青葉紘季・大山聖福 | 青葉紘季・大山聖福           | |
| 26 | 記念日           | ヤマモトショウ             | ヤマモトショウ     | ヤマモトショウ               | |
| 27 | 群青             | 青葉紘季                   | 青葉紘季・大山聖福 | 青葉紘季・大山聖福           | STV「ハレバレティモンディ」2024年3月度エンドテーマ HBC「夜のブラキタ」2024年3月度エンドテーマ ABC PICK UP! MUSIC 4月の一曲 |
| 28 | 春霞             | 青葉紘季                   | 青葉紘季・大山聖福 | 青葉紘季・大山聖福           | |
| 29 | 桜味             | 山崎あおい                 | 山崎あおい         | 大島こうすけ                 | |
| 30 | 壊せ             | 江畑兵衛(TRIPLANE)         | 江畑兵衛(TRIPLANE) | 江畑兵衛(TRIPLANE)           | |
| 31 | 風花             | 山崎あおい                 | 山崎あおい         | 鶴﨑輝一                     | 「2024さっぽろホワイトイルミネーション」コラボレートミュージック                                                           |
| 32 | 空               | 青葉紘季                   | 青葉紘季・大山聖福 | 青葉紘季・大山聖福           | |
| 33 | 走り出して       | 江畑兵衛(TRIPLANE)         | 江畑兵衛(TRIPLANE) | 江畑兵衛(TRIPLANE)           | |

### カバー
| # | タイトル     | 作詞                | 作曲     | 編曲     | 備考                               |
| - | ------------ | ------------------- | -------- | -------- | ---------------------------------- |
| 1 | 前髪         | 小出祐介            | 小出祐介 | 小出祐介 | アイドルネッサンス『前髪』のカバー |
| 2 | 早来学園校歌 | 江畑兵衛（TRIPLANE) | 青葉紘季 | 大山聖福 | 安平町立早来学園校歌のカバーMV     |

### 映像作品
| # | タイトル  | タイトル              | 発売日        | 品番       | 備考         |
| - | --------- | --------------------- | ------------- | ---------- | ------------ |
| 1 | 汽笛/音色 | 北海道編 「汽笛」     | 2023年8月11日 | TMBR-10001 | 初の映像作品 |
| 1 | 汽笛/音色 | 東京編「音色」        | 2023年8月11日 | TMBR-10002 | 初の映像作品 |
| 1 | 汽笛/音色 | 「汽笛/音色」2枚組SET | 2023年8月11日 | TMBR-10003 | 初の映像作品 |

## ライブ
| 年     | 公演名                                           | 公演日           | 会場                                  | 備考                         |
| ------ | ------------------------------------------------ | ---------------- | ------------------------------------- | ---------------------------- |
| 2020年 | ネットデビューライブ                             | 5月16日          | 北海道・SPiCE SAPPORO                 |                              |
| 2020年 | Debut Live「薄明光線」                           | 7月18日          | 北海道・cube garden                   |                              |
| 2020年 | 2nd Live「青とオレンジ」                         | 9月19日          | 北海道・cube garden                   |                              |
| 2021年 | 新体制Debut Live                                 | 2月11日          | 北海道・Sound lab mole                | 谷乃愛がデビュー。           |
| 2021年 | 1st全国ツアー「青春群像ツアー」                  | 5月15日          | 東京・TSUTAYA O-nest                  |                              |
| 2021年 | 1st全国ツアー「青春群像ツアー」                  | 5月22日          | 愛知・伏見ライオンシアター            |                              |
| 2021年 | 1st全国ツアー「青春群像ツアー」                  | 5月30日          | 北海道・cube garden                   |                              |
| 2022年 | ワンマンライブ東京「未明 -みめい-」              | 2月6日           | 東京・白金高輪SELENE b2               |                              |
| 2022年 | ワンマンライブ札幌「黎明 -れいめい-」            | 3月6日           | 北海道・PENNY LANE24                  |                              |
| 2022年 | Acoustic Tour「mitei music」                     | 5月1日           | 愛知・名古屋CLUB QUATTRO              |                              |
| 2022年 | Acoustic Tour「mitei music」                     | 5月28日          | 福岡・DRUM SON                        |                              |
| 2022年 | Acoustic Tour「mitei music」                     | 6月11日          | 東京・SHIBUYA RING                    |                              |
| 2022年 | Acoustic Tour「mitei music」                     | 7月10日          | 沖縄・Output                          |                              |
| 2022年 | Acoustic Tour「mitei music」                     | 7月18日          | 宮城・CLUB JUNK BOX                   |                              |
| 2022年 | Acoustic Tour「mitei music」                     | 7月24日          | 京都・KYOTO MUSE                      |                              |
| 2022年 | Acoustic Tour「mitei music」                     | 7月30日          | 北海道・小樽GOLD STONE                |                              |
| 2022年 | 2nd全国ツアー「前人未踏ツアー」                  | 5月1日           | 愛知・名古屋CLUB QUATTRO              |                              |
| 2022年 | 2nd全国ツアー「前人未踏ツアー」                  | 6月12日          | 東京・Spotify O-WEST                  |                              |
| 2022年 | 2nd全国ツアー「前人未踏ツアー」                  | 7月23日          | 大阪・OSAKA MUSE                      |                              |
| 2022年 | 2nd全国ツアー「前人未踏ツアー」                  | 7月31日          | 北海道・サッポロファクトリーホール    |                              |
| 2022年 | 七瀬のぞみ 卒業ライブ                            | 8月13日          | 北海道・Sound lab mole                | 七瀬のぞみが卒業。           |
| 2023年 | ワンマンライブ北海道「汽笛」                     | 2月18日          | 北海道・Zepp Sapporo                  |                              |
| 2023年 | ワンマンライブ東京「音色」BAND SET               | 3月20日          | 東京・LIQUIDROOM                      |                              |
| 2023年 | A Villa music festival HOKKAIDO 2023             | 9月3日           | 北海道・安平町ときわ公園 野外ステージ |                              |
| 2023年 | ワンマンライブ北海道「浸る大地」                 | 9月5日           | 北海道・Zepp Sapporo                  |                              |
| 2024年 | ワンマンライブ北海道「SPOTLIGHT」                | 2月4日           | 北海道・Zepp Sapporo                  |                              |
| 2024年 | ワンマンライブ北海道「STAY BLUE」川本空 卒業公演 | 5月5日           | 北海道・道新ホール                    |                              |
| 2024年 | ワンマンライブ東京「TETRAPOD」                   | 5月20日          | 東京・Zepp DiverCity (TOKYO)          | 川本空が卒業。               |
| 2024年 | A Villa idol festival HOKKAIDO 2024              | 8月31日 - 9月1日 | 北海道・安平町ときわ公園 野外ステージ |                              |
| 2025年 | 新体制デビューワンマンライブ                     | 1月25日          | 北海道・Zepp Sapporo                  | 多田萌加・山下彩耶がデビュー |
| 2025年 | ワンマンライブ横浜「port」                       | 3月21日          | 横浜・1000 CLUB                       |                              |
| 2025年 | ワンマンライブ東京「Terminal 5」BAND SET         | 4月6日           | 東京・LIQUIDROOM                      |                              |

## 出演
- ラジオ
  - BACKSTAGE PASS（2023年3月27日 - 7月10日、HBCラジオ）[145]
  - タイトル未定の土曜の予定は未定（2023年10月14日 - 2024年3月23日、HBCラジオ）[146]
    - タイトル未定の日曜の予定は未定（2024年4月7日 - 9月29日、HBCラジオ）[146]
    - タイトル未定の金曜の予定は未定（2024年10月4日 - 、HBCラジオ）[147]
- テレビ
  - 2024 FNS歌謡祭（2024年12月11日、フジテレビ系）
  - タイトル未定の撮れ高は未定（2025年3月23日、HBCテレビ）
  - タイトル未定のパキラっしゅ★（2025年5月3日- 、HBCテレビ）[148]

## 受賞歴
- 第10回アイドル楽曲大賞2021[149]
  - インディーズ/地方アイドル楽曲部門：『鼓動』6位
  - アルバム部門：『青春群像』1位[150]
  - 推し箱部門：1位
- TOKYO IDOL FESTIVAL 2022
  - メインステージ争奪LIVE 優勝[18]
- 第11回アイドル楽曲大賞2022[151]
  - インディーズ/地方アイドル楽曲部門：『蜃気楼』3位、『灯火』13位、『黎明』19位
  - 推し箱部門：2位
- 第12回アイドル楽曲大賞2023[152]
  - インディーズ/地方アイドル楽曲部門：『栞』3位、『花』4位、『夏が来れば』17位
  - アルバム部門：『青春群像 (2023 ver.)』3位
  - 推し箱部門：2位
- TIF×FNS歌謡祭 コラボ企画[51]
  - 優勝（フジテレビ系「FNS歌謡祭 第2夜」に出演）

### 公式サイト
- タイトル未定Officialサイト

### YouTube
- タイトル未定 - YouTubeチャンネル

### X（Twitter）
- タイトル未定 (@MiteiTitle) - X
- 冨樫優花 (@Title_Yuuka) - X
- 阿部葉菜 (@Title_Hana) - X
- 谷乃愛 (@Title_Noa) - X
- 多田萌加 (@moeka_tada) - X
- 山下彩耶 (@sa__ya1207) - X
- タイトル未定の金曜の予定は未定 (@hbc_mitei) - X

### Instagram
- タイトル未定 (@miteititle) - Instagram
- 冨樫優花 (@title_yuuka) - Instagram
- 阿部葉菜 (@title_hana) - Instagram
- 谷乃愛 (@title_noa) - Instagram
- 多田萌加 (@tadamoeka_ta) - Instagram
- 山下彩耶 (@saya_chan1207) - Instagram

### TikTok
- タイトル未定 (@titlemitei) - TikTok
- 阿部葉菜 (@title_hana) - TikTok
- 谷乃愛 (@gyoza__tabetaina) - TikTok

### note
- 阿部葉菜（title_hana）- note
- 谷乃愛（title_noa）- note